# Аширов, Сергей Сенорович
Сергей Сенорович Аширов (род. 23 февраля 1965, Шетский район, Карагандинская область) — казахстанский дзюдоист. Участник Олимпийских игр 1996 года. Мастер спорта международного класса по дзюдо.

## Биография
Родился 23 февраля 1965 года в посёлке Агадырь Карагандинской области.

## Спортивные достижения
1979 — серебряный призёр юношеского (15-16 лет) чемпионата Казахской ССР (до 63 кг).
1979—1980 — чемпион Спартакиад школьников Казахской ССР.
1981 — бронзовый призёр 16-й спартакиады школьников СССР (Каунас).
1983 — призёр чемпионата СССР по дзюдо среди юниоров (Брянск).
1987 — бронзовый призёр Кубка СССР (до 71 кг).
1988 — чемпион СССР по дзюдо (до 65 кг).
1989 — бронзовый призёр Кубка СССР (до 71 кг).
1990 — бронзовый призёр (в личном зачете) и чемпион (в составе сборной СССР) чемпионата мира среди студентов по дзюдо.
1990, 1991 — бронзовый призёр чемпионата СССР по дзюдо (до 65 кг, до 71 кг).
1991 — бронзовый призёр Спартакиады народов СССР по дзюдо (до 71 кг).
1996 — участник Олимпийских игр в Атланте, где занял 21 место.